# Березівське гирло

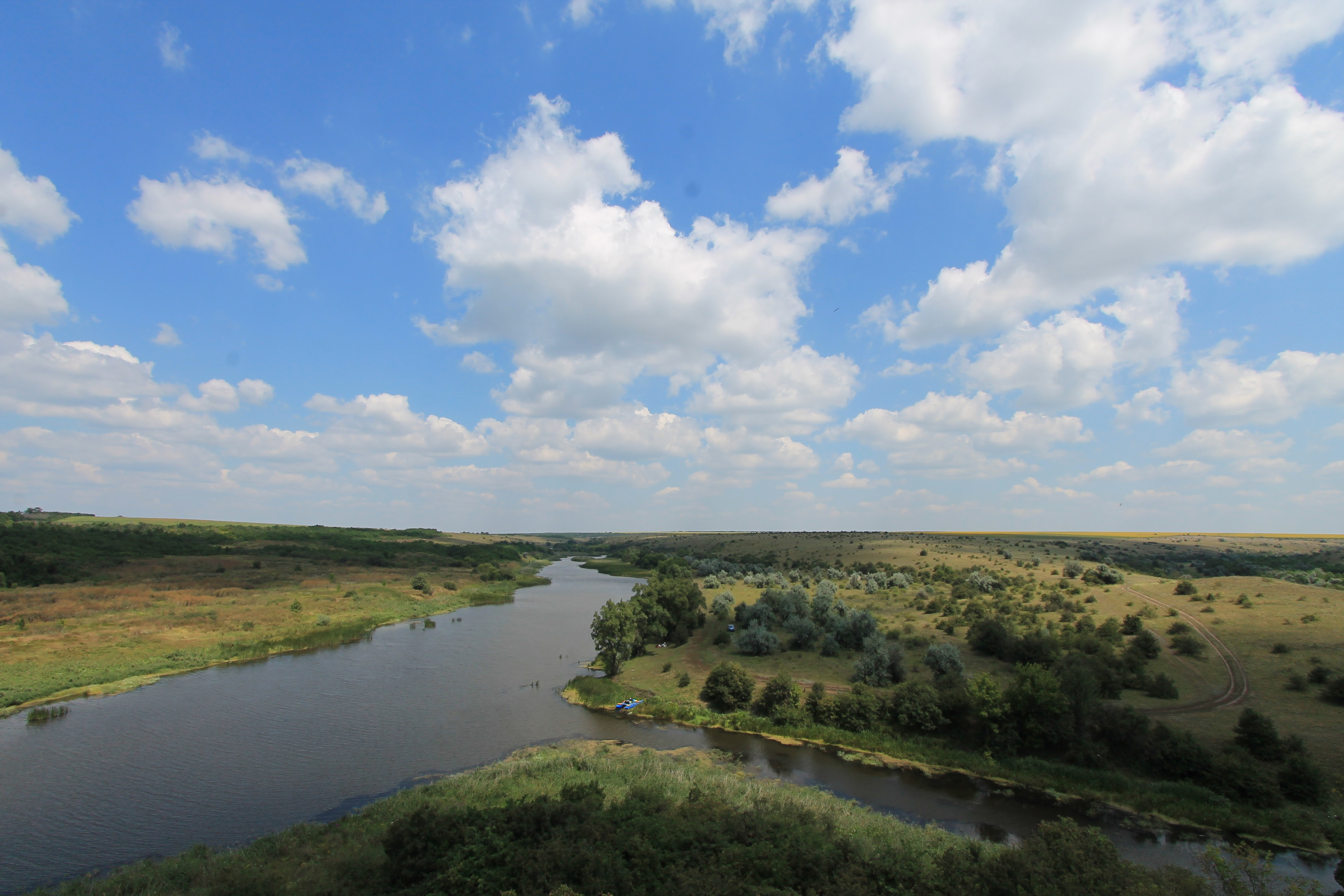
Березівське гирло в липні 2016

Бере́зівське ги́рло — ландшафтний заказник місцевого значення в Україні. Об'єкт розташований на території Устинівського району Кіровоградської області, поблизу села Березівка.
Площа — 17 га, статус отриманий у 2009 році.